# دانيال لوبيز (لاعب كرة قدم)
دانيال لوبيز (بالإسبانية: Daniel López)‏ (6 مارس 1969 بتشيلي - ) هو مدرب كرة قدم ولاعب كرة قدم تشيلي في مركز الدفاع. شارك مع منتخب تشيلي لكرة القدم. أما مع النوادي، فقد لعب مع أوداكس إيتاليانو ونادي أونيفرسيداد كاتوليكا وديبورتيس أنتوفاغاستا ونادي كوكيمبو أونيدو.

## مسيرته الكروية
لعب دانيال لوبيز خلال مسيرته الاحترافية مع 4 أندية في اثنا عشر موسمًا وسجل خلالها 11 هدفًا ضمن 241 مباراة. حيث فاز في موسم واحد بالكأس ولم يفز بأي دوري.
خاض دانيال لوبيز مسيرته مع نادي كوكيمبو أونيدو ما بين عامي 1991 و1992 في المرة الأولى لمدة موسم واحد ثم في موسم 1998 واستمر معه طيلة ثلاثة مواسم، مشاركًا طوالها في 103 مباراة سجل خلالها هدفًا واحدًا. ثم انتقل إلى نادي أونيفرسيداد كاتوليكا في موسم 1992 ليلعب معه خمسة مواسم، حيث شارك في 95 مباراة سجل خلالها 6 أهداف. لينتقل بعدها إلى ديبورتيس أنتوفاغاستا ما بين عامي 1997 و1998 لمدة موسم واحد، مشاركًا في 10 مباريات ولم يسجل أي هدف. ثم انتقل إلى نادي أوداكس إيتاليانو في عامي 2001-2003 ولمدة موسمين، مشاركًا في 33 مباراة سجل خلالها 4 أهداف.

## وصلات خارجية
- دانييل لوبيز على موقع قاعدة بيانات كرة القدم.إي يو (الإنجليزية)
- دانييل لوبيز على موقع ناشيونال فوتبول تيمز (الإنجليزية)
- دانييل لوبيز على موقع عالم كرة القدم.نت (الإنجليزية)